# أصولية إسلامية

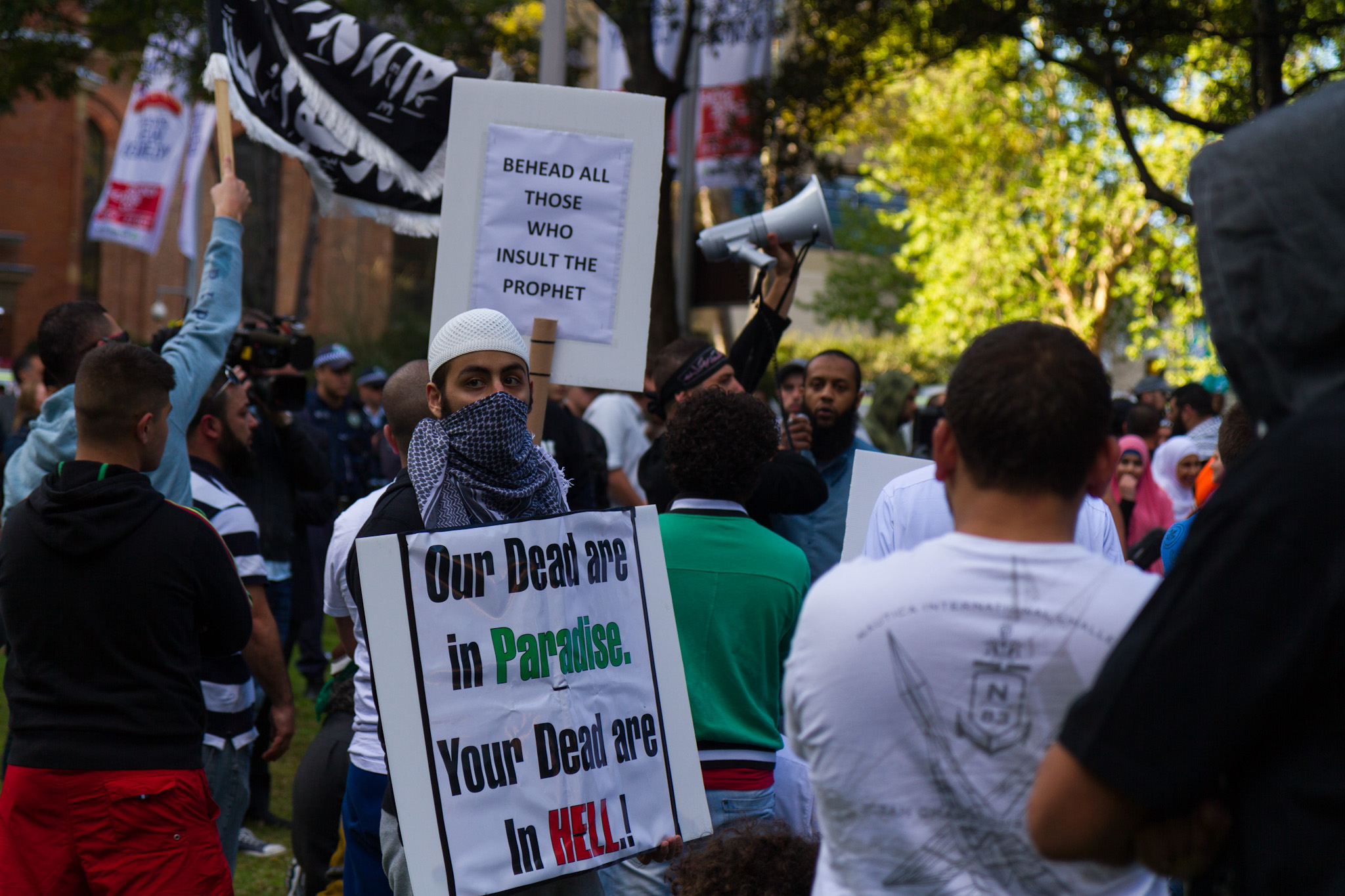
ويحمل المتظاهرون المسلمون لافتات كتب عليها "اقطعوا رؤوس كل من أهان النبي" و"قتلانا في الجنة وقتلاكم في النار!" التقطت الصورة في مظاهرة سيدني عام 2012 ضد فيلم براءة المسلمين

عُرّفت الأصولية الإسلامية بوصفها حركة تطهيرية للإصلاح والصحوة يقودها مسلمون يهدفون إلى العودة إلى الكتب المقدسة في الإسلام. الأصوليون الإسلاميون هم أصحاب النظرة القائلة بأن البلدان ذات الغالبية المسلمة يجب أن تعود إلى أصول الدين المتمثلة بدولة إسلامية تُظهر بشكل حقيقي جوهر نظام الإسلام من نواحيه السياسية والاقتصادية والاجتماعية. يميل الأصوليون الإسلاميون إلى تفسير حرفي وأصولي للمصادر الأساسية للإسلام (القرآن والحديث والسنة)، ويسعون إلى التخلص من التأثيرات المفسدة غير هتاالإسلامية من جميع جوانب حياتهم، ويرون في مصطلح «الأصولية الإسلامية» تعبيرًا ازدرائيًا يستخدم من قبل أشخاص من خارج الإسلام من أجل صحوة إسلامية وفاعلية إسلامية.

## التعريفات والأوصاف
تختلف التعريفات حول الماهية الدقيقة للأصولية الإسلامية وكيف تختلف، إن كانت تختلف أساسًا، عن الإسلاموية (أو الإسلام السياسي) أو الصحوة الإسلامية. اعتُبر مصطلح الأصولية مصطلحًا مضللًا من قبل أولئك الذين يرون أن جميع المسلمين التقليديين يؤمنون بالأصل الإلهي الحرفي وكمال القرآن ولذلك هم «أصوليون»، وآخرون يرون أنه مصطلح يستخدم من قبل أشخاص من خارج الإسلام بهدف وصف نزعات ملحوظة ضمن الإسلام. انتقد أستاذ في الدراسات الدينية في جامعة جورج تاون، جون إل. إسبوسيتو، مصطلح «الأصولية الإسلامية» بسبب الطابع المبهم للمصطلح نظرًا إلى أن استخدامه كان واقعًا بشدة تحت تأثير الافتراضات المسبقة المسيحية. ووفقًا لإسبوسيتو سيكون المصطلح الأنسب هو «الصحوة الإسلامية» والفاعلية الإسلامية نظرًا إلى أن تقاليد التجديد والإصلاح متجذرة في التاريخ الديني الإسلامي منذ القرون الإسلامية الأولى حتى العصور الحديثة. خلال التسعينيات من القرن العشرين، استخدمت دول ما بعد الاتحاد السوفييتي مصطلح «الأصولية الإسلامية» كمرادف «للوهابية».
من بين الأصوليين الإسلاميين سيد قطب وعبد العزيز آل سعود وأبو الأعلى المودودي وإسرار أحمد. عادة ما وُصفت الحركة الوهابية وتمويلها من قبل المملكة العربية السعودية بأنها مسؤولة عن الشعبية التي تتمتع بها الأصولية الإسلامية المعاصرة. وانطلاقًا من هذا السياق الإقليمي المحدد، يمكن اعتبار الأصولية الإسلامية فرعًا ضمن أقصى اليمين.
- صيغة من الإسلاموية – يرى غراهام فولر أن الأصولية الإسلامية تابعٌ للإسلاموية أكثر من كونها صيغة منفصلة عنه، وبالنسبة له، الأصوليون الإسلاميون «هم العناصر الأكثر محافظة بين الإسلاميين». وتضم «صيغتها الأكثر تزمتًا الوهابية، التي يشار إليها في بعض الأحيان بالسلفية. .... بالنسبة للأصوليين القانون هو المركب الأساسي في الإسلام، وهو يفضي إلى تشديد كبير على الفقه، الذي عادة ما يُفسر على نحو ضيق».[11] ويتخذ الكاتب أوليفير روي خطًا مماثلًا واصفًا فيه «الأصوليين الجدد» (الأصوليين المعاصرين) بأنهم أكثر اندفاعًا من الإسلاميين الأوائل في معارضتهم لما يُعتبر «عناصر الثقافة الغربية المفسدة» والابتعاد عن العادات الغربية «ربطات العنق والضحك واستخدام أساليب التحية الغربية والمصافحة والتصفيق»، وفي عدم تشجيعهم أنشطة أخرى كالرياضة، دون أن يمنعوا، طامحين إلى حالة مثالية تقصر الفضاء العام الإسلامي على «الأسرة والمسجد». وفي هذا «ابتعد» الأصوليون عن موقف الإسلاميين في السبعينيات والثمانينيات من القرن العشرين، مثل أبو الأعلى المودودي الذي:[12]

لم يتردد في حضور الاحتفالات الهندوسية. لم يقترح روح الله الخميني مطلقًا منح المسيحيين الإيرانيين واليهود مكانة أهل الذمة (جماعات محمية) كما تنص الشريعة: بقي أرمن إيران مواطنين إيرانيين، وكان مطلوبًا منهم تأدية الخدمة العسكرية ودفع الضرائب ذاتها التي يدفعها المسلمون، وكانوا يمتلكون الحق في الانتخاب (مع هيئات انتخابية منفصلة). وبالمثل، أعلنت الجماعة الأفغانية، في تشريعاتها، أن الشرع يسمح بتوظيف غير المسلمين كخبراء في أعين الإسلام.
- مصطلح شامل – يمتلك مراقب أمريكي آخر، مساعد وزير الخارجية في شؤون الشرق الأدنى روبرت بيليترو، نظرة معاكسة بأن الإسلاموية تابع للمسلمين «مع أهداف سياسية ضمن صحوة إسلامية أكثر اتساعًا». ويرى المؤرخ الأمريكي إيرا لابيدوس الأصولية الإسلامية بأنها «تعبير شامل لمجموعة واسعة من الحركات، بعضها متعصب وإقصائي، وبعضها تعددي يميل إلى العلم وبعضها معاد للعلم وبعضها تعبدي بشكل رئيسي وبعضها سياسي بشكل رئيسي، بعضها ديمقراطي وبعضها استبدادي، بعضها سلمي وبعضها عنيف». [13]
- الإسلاموية في تصور العالم الباكستاني حسن الأمين تتحدد بثلاثة جوانب رئيسية متداخلة: (أ) التفسير السياسي للنص الديني الذي يطمس الحدود بين مقولات القسر الجمعي والقسر الفردي، (ب) الكفاح السياسي الاجتماعي لفرض الشريعة والسعي وراء برنامج أسلمة من خلال ترتيبات مؤسساتية للدولة، وإعادة تأكيد الإسلام بصفته «مخطط» التنظيم الاجتماعي الاقتصادي، (س) انفتاح الإسلاميين على تبني وتوظيف جميع الصيغ الحديثة لأجهزة الدعاية والتكنولوجيا والطباعة ووسائل الإعلام الإلكترونية، وفرص أخرى تتيحها السوق والسياسة. يشير مصطلح «إسلاميين» إلى النشطاء والقادة والمثقفين الذين ينتمون إلى أيديولوجيا الإسلاموية. [14]
- مرادف – لا يرى عالم آخر، مارتن كرامر، فرقًا كبيرًا بين المصطلحين: «في جميع غاياتهما ونواياهما، باتت الإسلاموية والأصولية الإسلامية مرادفتين في الاستخدام الأمريكي المعاصر». [15]
- حرفية النص – وفقًا لأكاديمية أخرى، ناتانا جاي. ديلونغ باس، ينطبق الاستخدام المعاصر لمصطلح الأصولية الإسلامية على المسلمين الذين لا يسعون إلى «العودة إلى المصادر الأساسية» فحسب، بل أيضًا على الذين يتبنون «تفسيرًا حرفيًا لهذه المصادر».[2]
- استخدام الاجتهاد في القانون الإسلامي – وفقًا للأكاديمي جون إسبوسيتو فإن إحدى السمات المحددة للأصولية الإسلامية هي الإيمان ب «إعادة فتح» باب الاجتهاد («إعمال للعقل بشكل مستقل» من أجل التوصل إلى قرار شرعي في القانون السني).[16]

### الفروقات مع الإسلاموية
وفقًا لروي، تكمن التمايزات بين الأصولية والإسلاموية (أو على الأقل إسلاموية ما قبل عام ١٩٩٠) في ميادين:
- السياسة والاقتصاد. يتحدث الإسلاميون عادة عن «الثورة» ويرون أن «المجتمع لن يؤسلَم إلا بفعل سياسي واجتماعي: من الضروري الخروج من المسجد ...»، يصب الأصوليون انتباههم بشكل رئيسي على الثورة، فيما هم أقل اهتمامًا ب «الحداثة أو النماذج الغربية في السياسة والاقتصاد» وأقل رغبة بالاختلاط بغير المسلمين.[17]
- الشريعة. في حين أن كلا الإسلاميين والأصوليين ملتزمون بتطبيق قانون الشريعة، يميل الإسلاميون إلى «اعتبارها مشروعًا أكثر من كونها أصل الدين».[18]
- قضية المرأة. «يميل الإسلاميون عمومًا إلى تفضيل تعليم النساء ومشاركتهن في الحياة السياسية والاجتماعية: للمرأة الإسلامية الحق في أن تكافح وتدرس وتعمل، ولكن في تشادر. تضم الجماعات الإسلامية جمعيات نسائية». في حين يعظ الأصوليون بوجوب عودة النساء إلى منازلهن، في حين ترى الإسلاموية أنه سيكون كافيًا «الفصل بين الجنسين في الأماكن العامة». [19]
- شدد حسن الأمين في أعماله على التعدد والتنوع ضمن الحركات الاجتماعية الإسلامية من خلال الإشارة إلى التعددية ضمن هذه الحركات. [20]

### الأنماط
تميل الأصولية الإسلامية (على الأقل بين المسلمين السنة) بشكل تقليدي إلى الوقوع ضمن النزعات «التقليدية» و«الإصلاحية»:
- يقبل التقليديون ب«الاستمرارية» بين «النصوص» الإسلامية المؤسسة – القرآن والسنة- وتفاسيرها. يتبنى التقليديون «التقليد» قابلين بما قيل سابقًا ورافضين (البدع)، وك«مبدأ رئيسي» يتبعون إحدى المدارس الكبرى في التشريع الديني (الشافعي، المالكي، الحنفي، الحنبلي). ونسخة الشريعة الخاصة بهم تشريعية بجوهرها وتوظَف في تحديد ما هو صحيح أو خاطئ دينيًا للأمر بالمعروف والنهي عن المنكر. يرتبط التقليديون في بعض الأحيان بصيغ شعبية من الصوفية مثل مدرسة بريلوية في باكستان.[21]
- الأصولية «الإصلاحية»، في المقابل، «تنتقد التقاليد والتفاسير والممارسات الدينية الشعبية» (المرابط، عقيدة القديسين) «والانحرافات والخرافات»، وتهدف إلى تنقية الإسلام من خلال العودة إلى القرآن والسنة. الأمثلة من القرن الثامن عشر هي شاه ولي الله الدهلوي في الهند ومحمد بن عبد الوهاب في شبه الجزيرة العربية. عادة ما تكون النزعة الإصلاحية هذه «تطورًا كاستجابة لتهديد خارجي» مثل «أثر الهندوسية على الإسلام». في أواخر القرن التاسع عشر، امتدت الحركة السلفية في كافة البلدان العربية «لتشكل طورًا بين الأصولية والإسلاموية». كان سيد رشيد رضى (١٨٦٥-١٩٣٥)، وهو من كبار العلماء الأوائل للسلفية، يرى أن انتصارات الأجيال الأولى للمسلمين (السلف) كانت مكافأة من الله لهم لكونهم أتباعًا مخلصين وألقى باللوم بشأن الانحدار المعاصر للمسلمين على أربعة عوامل رئيسية: 1 الإمبريالية الأوروبية 2 الفلسفة الغربية 3 إهمال التطبيق الصحيح للإسلام 4 مذاهب الرافضة. [22]

### جدل

#### انتقادات للمصطلح
انتُقد مصطلح «الأصولية الإسلامية» من قبل بيرنار لويس وخالد أبو الفضل وإيلي بيرمان وجون إسبوسيتو، من بين آخرين. واقترح العديد منهم استبدال المصطلح بمصطلح آخر، مثل «التطهيرية» و«الصحوة الإسلامية» و«فاعلية» و«إسلام راديكالي».

يرى لويس، أحد المؤرخين البارزين للإسلام، أنه بالرغم من أن «استخدام المصطلح قد بات راسخًا وينبغي القبول به»: 
يبقى مصطلحًا منبوذًا ويمكن أن يكون مضللًا. «الأصولية» مصطلح مسيحي. ويبدو أنه بات مستخدمًا خلال السنوات الأولى من القرن الفائت، وهو يدل على كنائس ومنظمات بروتستانتية معينة، وبشكل أكثر تحديدًا، تلك التي تحافظ على أصل ديني حرفي ومثالية إنجيلية.